# Hydrovatus wewalkai
Hydrovatus wewalkai är en skalbaggsart som beskrevs av Olof Biström 1999. Hydrovatus wewalkai ingår i släktet Hydrovatus och familjen dykare. Inga underarter finns listade i Catalogue of Life.